# 珊瑚花 (爵床属)
珊瑚花（学名：Justicia carnea）是爵床科洋爵床属的植物。分布在巴西等地，目前已由人工引种栽培。

## 圖片

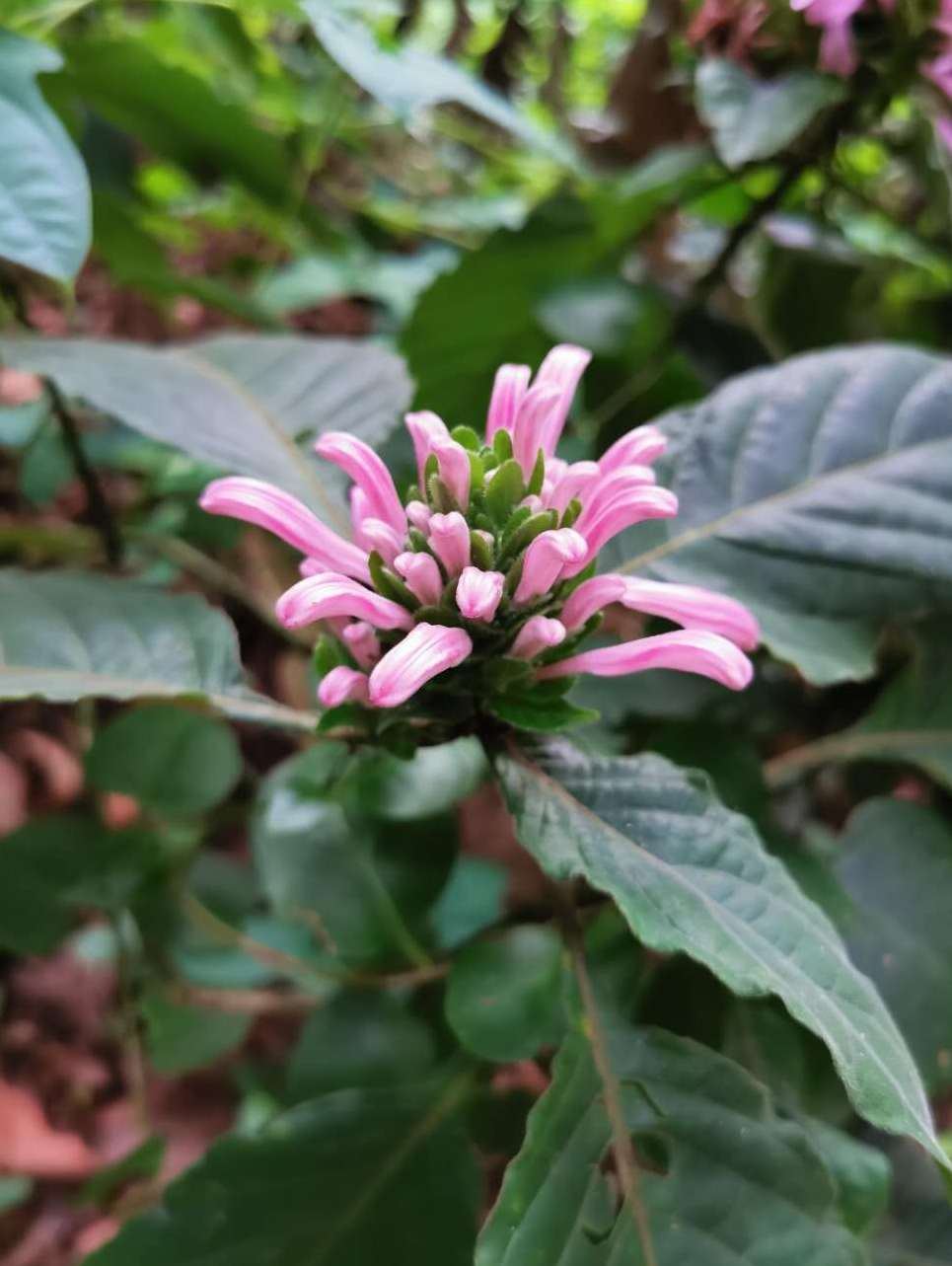
苗栗大湖法雲禪寺。
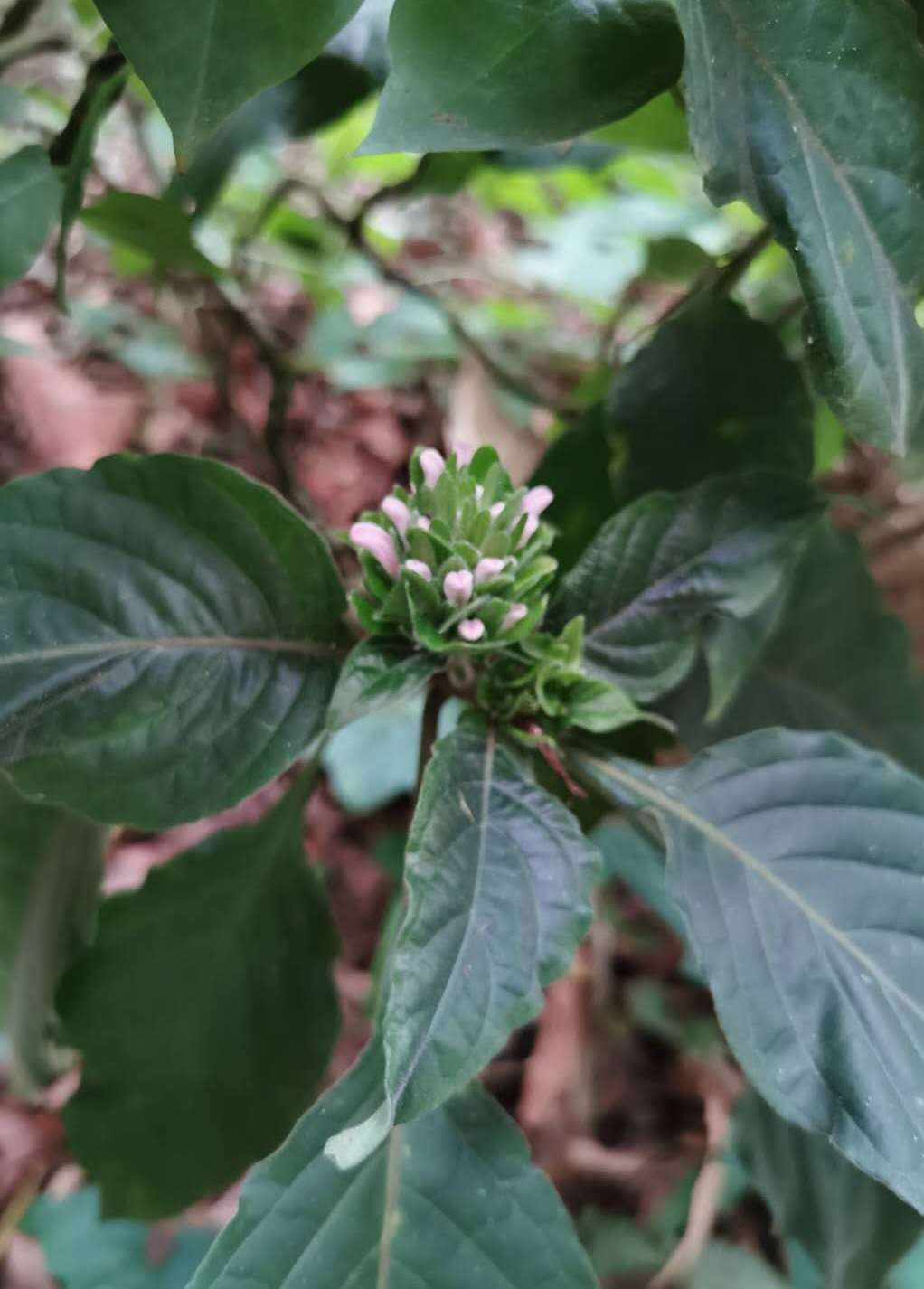
苗栗大湖法雲禪寺。